# Море душ
«Мо́ре душ» (англ. Sea of Souls) — британский телевизионный сериал, повествующий о приключениях команды отдела парапсихологии университета Клайда.
Сериал имел большой успех в Великобритании. В России он также известен под названием «Секретные материалы: Море душ».
Начиная с 2004 года по 2007 год было снято 4 сезона, 20 серий. Получил награду BAFTA Scotland — лучшая драма (2005).

## Сюжет
События происходят в вымышленном университете Клайд в Глазго, в отделе по изучению парапсихологии. Главные герои сериала: доктор Дуглас Монаган, и два его помощника Джастин Макманус и Крейг Стивенсон. К ним обращаются за разрешением преступлений и загадок в области сверхъестественного обычные граждане и государственные структуры. В то же время героям приходится разбираться с руководством университета, финансированием их разработок и также с проблемами в их личной жизни.

## В ролях
- Билл Патерсон — Дуглас Монаган
- Доун Стил — Джустин Макманус
- Иэйн Робертсон — Крейг Стивенсон
- Барбара Рафферти — Рена
- Луиза Ирвин — Тина Логан